# Minotaur III
Il Minotaur III, noto anche come OSP-2 Target Launch Vehicle, Peacekeeper TLV o OSP-2 TLV, è un razzo statunitense derivato dal missile LGM-118 Peacekeeper. È un membro della famiglia di razzi Minotaur prodotta da Orbital Sciences Corporation e viene utilizzato per lanci suborbitali a lungo raggio con carichi utili pesanti.
Il Minotaur III è costituito da quattro stadi: un primo stadio SR-118, un secondo stadio SR-119, un terzo stadio SR-120 e un quarto stadio opzionale Super-HAPS, derivato dallo stadio HAPS utilizzato sui razzi Pegasus e Minotaur I. I primi tre stadi sono alimentati da combustibile solido, mentre il quarto stadio utilizza idrazina. Il Minotaur III è in grado di lanciare un carico utile di 3.000 Kg su una traiettoria suborbitale di 5.000 Km. I lanci del Minotaur III sono programmati dalla base aeronautica di Vandenberg in California e dal complesso di lancio di Kodiak in Alaska.